# Steve Eminger
Steve Eminger, född 31 oktober 1983 i Woodbridge, Ontario, är en kanadensisk professionell ishockeyspelare som spelar för Providence Bruins i AHL.
Eminger har tidigare spelat för Washington Capitals, Philadelphia Flyers, Tampa Bay Lightning, Anaheim Ducks, Florida Panthers och New York Rangers i NHL. Han spelar som back.